# Iaidō

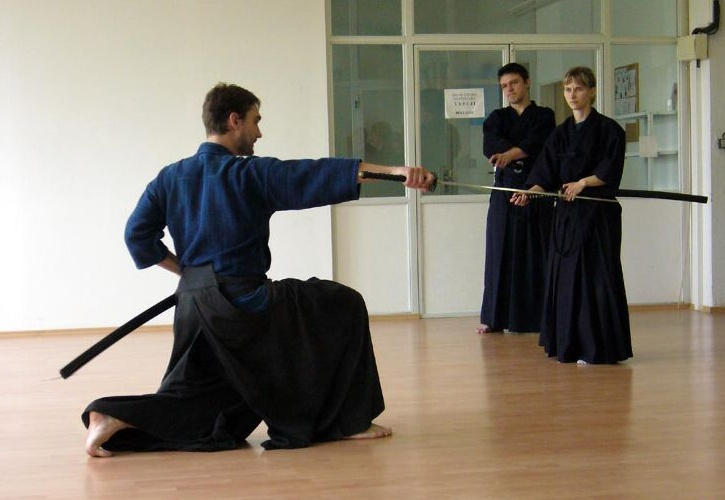
Iaidō

Iaidō [iaidoː] (japanisch 居合道) ist der japanische „Weg des Schwertziehens“ und gehört zum großen Bereich der Budō-Disziplinen. Es ist aus der Kampfkunst Iaijutsu der alten Kriegerkaste Japans, der Samurai, entstanden. Die Besonderheit liegt darin, dass das Schwert so gezogen wird, dass es noch während des Ziehens als Waffe eingesetzt werden kann.

## Geschichte
Der Samurai Hayashizaki Jinsuke Shigenobu (1549–1621) soll der Legende nach die wahre Natur des Schwertkampfes erkannt haben. Er nannte seine Technik noch Battōjutsu (抜刀術) und gründete die Schule Hayashizaki Musō-Ryū. Einer seiner Schüler wurde später Lehrer der Tokugawa-Shōgune. Das hat diesen Stil aus der Vielzahl der damaligen Schwerttechniken herausgehoben.
Der Nachfolger in der siebten Generation dieser Übertragungslinie war Hasegawa Mondonosuke Eishin. Es wird gesagt, dass er der erste war, der das Schwert mit der Schneide nach oben im Obi trug.
Mit dem 11. Großmeister kam es zu einer Spaltung in der Tradition, wobei Musō Jikiden Eishin Ryū dem einen Zweig (Tanimura-ha) folgt, und aus dem anderen (Shimomura-ha) später Musō Shinden Ryū (夢想神伝流) entsteht.

## Bedeutung
Die Bedeutung der einzelnen Silben:
- 居 i bzw. iru steht für anwesend sein, körperlich wie geistig
- 合 ai bedeutet passen, übereinstimmen, in diesem Kontext so viel wie sofortige Aktion und Reaktion, wann immer notwendig
- 道 dō ist der Weg oder auch das Prinzip

Also in etwa der Weg des ganz Dabei-Seins.
Die älteste Bezeichnung für Iaidō, Battōjutsu, heißt wörtlich die „Kunst des Schwertziehens“. Das kommt daher, dass das Ziehen und der erste Schnitt eine Bewegung sind. Bei entsprechender Ausführung des Bewegungsablaufes konnte der erste Schnitt auch schon tödlich sein. Das konzentriert den Zweikampf auf einen Moment, einen Schnitt. Daraus ist zu verstehen, dass die mentale Stärke des Samurai als kampfentscheidend angesehen wurde.
Eine spätere Bezeichnung war Iaijutsu. In den 1960er-Jahren nahmen viele Kampfsportarten das -dō an Stelle des -jutsu (術 – Kunst, Kunstfertigkeit, Technik, Methode) in ihren Namen auf, um damit die geistige Seite des Übens gegenüber der reinen Technik aufzuwerten. So kam es zur heute üblichen Bezeichnung: Iaidō.

## Ausbildung

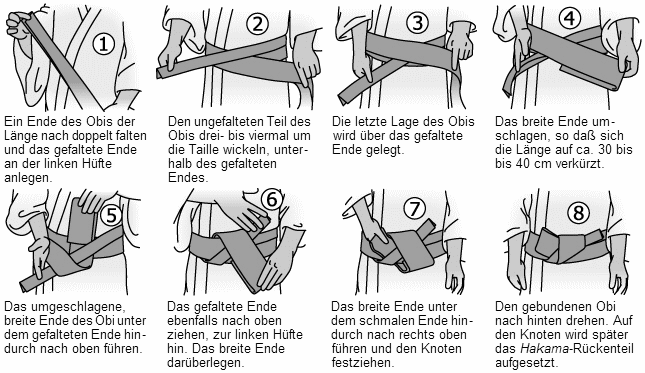
Eine gängige Art der Obi-Bindung beim Iaidō (normalerweise wird hier ein breiterer und längerer Obi verwendet)

Das Schwert ist das wichtigste Utensil eines Iaidoka. Es wird hauptsächlich mit dem Katana geübt, das ein- oder beidhändig geführt wird.
Anfänger beginnen mit einem Holzschwert (Bokutō oder Bokken), um Bewegungsabläufe zu erlernen, ohne Gefahr zu laufen, sich selbst mit einer Klinge zu verletzen.
Fortgeschrittene üben in der traditionellen Kleidung (Hakama und Keikogi) und benutzen dann ein Iaitō, ein Übungsschwert, um die Techniken des Ziehens (nuki), der ein- oder beidhändigen Handhabung und des Zurückführens des Schwertes in die Scheide (noto) korrekt zu erlernen. Diese Iaitō haben eine stumpfe Klinge entweder aus einer relativ weichen Aluminium-Zink-Legierung oder aus Stahl, mit vollständiger Griffmontierung und Saya; sie entsprechen in Form und Gewicht weitgehend einem echten Katana. Iaitō aus Japan sind meist nicht aus Stahl hergestellt, da die Herstellung von Schwertern mit einer schärfbaren Klinge einer kostenpflichtigen Genehmigung unterliegt.
Der sehr erfahrene Übende kann später mit einem Shin-Ken („echtes Schwert“ mit scharfer Schneide) üben. Bei welcher Graduierung dies erfolgt, wird je nach Verband oder Dōjō unterschiedlich gehandhabt. Zum Beispiel erfolgt im Zen Nihon Kendo Renmei (Alljapanischer Kendo-Verband) und damit auch in der European Kendo Federation (Europäischer Kendo-Verband) die Prüfung zum 6. Dan mit einem Shin-Ken.
Geübt wird Iaidō in Form von Kata, wobei jede Kata-Form ein spezieller Ausschnitt aus einer realen Schwertkampfsituation ist. Übliche Struktur einer Kata:
- Nuki Tsuke, das Herausziehen des Schwertes und der erste Schnitt
- Kiri Tsuke, weitere Schnitte
- Chiburi, das Abschütteln von Blut
- Noto, das Zurückführen des Schwertes in das Saya

Fokus ist hier das Erlernen der Handhabung und des Tempos. Die anfänglichen Kata dienen dazu, die korrekte Form zu erlernen. In den Koryū (den überlieferten „älteren“ Formen) gibt es mehr Freiheiten, da es durchaus unterschiedliche Interpretationen der dargestellten Situationen gibt.
Iaidō wird hauptsächlich allein ausgeführt. Jedoch um Aspekte des Abstandes (Maai) und des Bewegungsablauf-Tempos zu erlernen, werden Partnerübungen mit einem oder mit bis zu vier Gegnern durchgeführt. Zumeist wird das aus Sicherheitsgründen mit dem Bokuto ausgeführt. Eine fortgeschrittene Form des Iai ist das „tachi uchi no kurai“, bei der zwei Übende in festgelegten, kontrollierten Kata mit „echten“ Schwertern üben.

## Ziel
Im Iaidō spiegelt sich die Zen-Philosophie wider. Man kämpft nicht gegen einen echten Gegner, sondern man „spiegelt“ sich selbst. Man versucht seine eigenen Fähigkeiten zu meistern und seine Persönlichkeit weiterzuentwickeln.
Das Ziel beim Iaidō ist, sich auf die exakte und sichere Ausführung der Kata zu konzentrieren und die Einheit von Körper, Geist und Schwert zu entwickeln (Ki-Ken-Tai-Ichi). Ursprünglich wurden vielfältige Formen geübt, um körperlich jeder Gefechtssituation gewachsen zu sein und angemessen zu reagieren. Es wird gelehrt, dass die Meisterschaft erreicht wäre, wenn man eine Situation beherrscht – ohne das Schwert zu ziehen. Das erfordert die Entwicklung einer starken Persönlichkeit durch langjährige Übung.

## Stilrichtungen
Es gibt viele unterschiedliche Iai-Schulen. Heutzutage sind die beiden populärsten Musō Jikiden Eishin Ryū (Ryū bedeutet so viel wie Schule, System, Klasse) und Musō Shinden Ryū. Ihre Bewegungsabläufe sind sehr ähnlich, da sie beide auf die Überlieferungslinie von Hasegawa Mondonosuke Eishin (17./18. Jahrhundert) zurückgehen. Sie unterscheiden sich jedoch in ihrem Stil, der sich in der jeweils eigenen Tradition entwickelt hat.
Musō Jikiden Eishin Ryū (無双直伝英信流; deutsch „die unvergleichliche, unmittelbare Lehre der Eishin-Schule“). Hier war Oe Masamichi (1852–1927) der Reformer des Stils, indem er die Formen in Shoden-, Chuden- und Okuiaiwaza einteilte und Omori Ryū offiziell als Shoden-kata einführte. Er war es auch, der als offiziellen Titel der Schule den Namen Muso Jikiden Eishin Ryū auswählte. Heute ist sie die mitgliederstärkste Schule der im Zen Nihon Iaidō Renmei zusammengeschlossenen Schulen.
Musō Shinden Ryū (夢想神伝流; deutsch „die im Traum durch göttliche Unterweisung entstandene Schule“) wurde von Nakayama Hakudō (1869–1958) neu strukturiert. Er gliederte die überlieferten Formen in drei Stufen/Klassen: Shoden (beginnende Stufe), auch Omori Ryū genannt, Chuden (mittlere Stufe), auch als Hasegawa Eishin Ryū bezeichnet, sowie Okuden (die geheimste oder tiefste Stufe der Überlieferung). Nakayama Hakudō prägte erstmals den Begriff des Iai-dō. Interessanterweise war er auch mit Ueshiba Morihei, dem Begründer des Aikidō, befreundet, der ebenfalls den Begriff des Dō in seine Kampfkunst einführte.
Weitere Schulen sind zum Beispiel: Shindo Munen Ryū, Suio Ryū und Hoki Ryū.
Für Kendō-Praktizierende wurden grundsätzliche Bewegungsabläufe aus verschiedenen traditionellen Schulen (Ryu) vom alljapanischen Kendō-Verband als „Seitei-Iai“ neu definiert. Die zunächst sieben, später zehn, heute zwölf Kata des „Seitei-Iai“ sollen dem Iaidō- und Kendō-Anfänger als eine Art Grundschule dienen und ihn die Handhabung und das Verständnis für das Schwert lehren. Manchmal wird „Seitei-Iai“ auch geübt, bevor die überlieferten, älteren Formen gelehrt werden. Alle Techniken des „Seitei-Iai“ haben ihren Ursprung in traditionellen Schulen, sie wurden lediglich in eine für den Anfänger vereinfachte und klar definierte Form gebracht, was auch bedeuten kann, dass sie sich vom Ursprung entfernt haben und nicht mehr die überlieferten Techniken, sondern „neue Techniken“ weitergeben. So dient das durch die Zen Nihon Kendō Renmei eindeutig festgelegte „Seitei-Iai“ auch als einheitliche Bewertungsgrundlage für Kyū- und Danprüfungen. Es gibt reine Iaidō-Verbände, außerhalb der großen Kendō-Verbände, die keine Seitei-Iai-Techniken unterrichten, sondern nur die „alten“ überlieferten Techniken der jeweiligen Schwertschule.
Es existieren viele kleine Iai-Schulen. Hierzu gehört z. B. die Shinto-Ryū, die Seishin-Ryū und die Koyoshin Kai Ryū. Wie bei Karate oder Aikidō gibt es auch im Iaidō unterschiedliche Stilrichtungen.

### Verbände
- Muso Jikiden Eishin-Ryu Verband Deutschland e. V.
- Muso Jikiden Eishin Ryu, Zen Nihon Iaido Renmei Europa
- Deutscher Iaido Bund
- Deutsche Iaido Vereinigung (Muso Shinden Ryu)
- Muso Jikiden Eishin Ryu, Nippon Iaido Renmei Deutschland

### Sonstiges
- Iaido-Schule & Verband (Seishin-Ryu Iai)
- Iaido-News (Online Iaido-Magazin)
- Iaido-Nord (viele freie Filme über die Iaido-Kata)
- Geschichte & Ausrüstung
- Swiss Kendo & Iaido (Infos zu Ursprung, Archivlink)
- Hakushinkai Hamburg e. V.(Verein für iaido seit 1985)